# Igreja da Noruega

As onze dioceses da Igreja da Noruega

A Igreja da Noruega (Bokmål: Den norske kirke , Nynorsk: Den norske kyrkja) é uma denominação evangélica luterana e protestante e a maior igreja cristã da Noruega. A igreja tornou-se a igreja estatal da Noruega por volta do ano 1020. Os noruegueses romperam a comunhão com Roma após a reforma protestante na Dinamarca-Noruega em 1536-1537; o rei da Noruega foi o chefe da igreja de 1537 a 2012. Historicamente a igreja foi um dos principais instrumentos do poder real e autoridade oficial, e uma parte importante da administração do estado; o governo local baseava-se nas paróquias da igreja com responsabilidade oficial significativa mantida pelo pároco.
Em 2012, a Igreja da Noruega deixou de ser igreja do estado (statskirken), e passou a ser igreja do povo (folkkirke) adotando a posição de igreja nacional. A nomeação dos bispos passou então a ser feita pelos órgãos da própria igreja, e não pelo estado, como acontecia até então.
Existem 11 dioceses (bispedømme), dirigidas por um bispo, estando o arcebispado localizado tradicionalmente na cidade de Trondheim. Há 1 215 paróquias (menigheter), nas quais são celebrados anualmente 64 000 cultos em 1 600 igrejas, com uma média de 95 participantes por igreja (2015). Nos séculos XIX e XX, cedeu gradualmente a maior parte das funções administrativas à função pública laica. A moderna Constituição da Noruega descreve a igreja como a "igreja do povo" é obrigatório que o rei da Noruega seja membro. É de longe a maior igreja da Noruega; até meados do século XIX, a igreja estatal tinha o monopólio quase total da religião na Noruega. Era a única igreja permitida por lei no país, a filiação era obrigatória para todas as pessoas que residiam no reino e era proibido para qualquer pessoa que não os padres oficiais da igreja estatal autorizar reuniões religiosas. Após a adoção do Dissenter Act de 1845, a igreja estatal manteve sua posição legalmente privilegiada, enquanto congregações religiosas minoritárias, como os católicos, foram autorizadas a se estabelecer na Noruega e foram legalmente denominadas "dissidentes" (ou seja, da religião estatal luterana permitida pelo governo). Os funcionários da igreja eram funcionários públicos desde a Reforma até 2017, quando a igreja se tornou uma entidade legal separada da administração do estado. A Igreja da Noruega é mencionada especificamente na constituição de 1814 e está sujeita à Lei da Igreja. Os municípios são obrigados por lei a apoiar as atividades das paróquias e a manter os edifícios da igreja e os adros das igrejas. Outras comunidades religiosas têm direito ao mesmo nível de subsídios governamentais.
A igreja é liderada por sacerdotes ordenados, tradicionalmente e principalmente divididos nas fileiras capelão, pároco (sogneprest) que tradicionalmente era o chefe de uma paróquia (prestegjeld; literalmente área que deve lealdade a um padre), reitor (prost) e bispo. Hoje, mais padres podem ter o título de pároco, enquanto alguns padres que trabalham diretamente sob um reitor são conhecidos como párocos (prostipres). Todos os padres foram nomeados pelo Rei-em-Conselho até o final do século XX e, portanto, mantiveram o status de embetsmann (funcionário público superior nomeado pelo Rei). Antes de 2000 a ordenação exigia o exame teológico de funcionário público que exigia seis anos de estudos universitários, mas a partir de 2000 outros graus equivalentes também podem ser aceitos para certos candidatos com idade superior a 35 anos com experiência relevante.

## Visão geral
A Noruega foi gradualmente cristianizada a partir do final da Idade Média e fazia parte do cristianismo ocidental, reconhecendo a autoridade papal até o século XVI. A então Igreja Católica Romana exercia um grau significativo de soberania na Noruega e essencialmente compartilhava o poder com o rei da Noruega como governante secular. A reforma luterana na Dinamarca-Noruega em 1536-1537 rompeu os laços com a Santa Sé, cerca de duas décadas após o início da Reforma Protestante. Mais tarde, resultou na separação das dioceses da Igreja Católica na Noruega e em toda a Escandinávia e no estabelecimento da igreja integrada com o Estado e completamente sujeito à autoridade real, com o Rei como chefe da Igreja em vez de ser chefiado pelo Papa/Bispo de Roma. Esta ação seguiu o exemplo dado anteriormente na reforma da Igreja da Inglaterra (Igreja Anglicana) iniciada pela intensa ação política. Isto foi seguido em séculos posteriores por um movimento mundial da Comunhão Anglicana que mais tarde reconheceu no século XX e XXI e declarou intercomunhão com várias outras denominações como luteranos, presbiterianos, reformados, metodistas, etc. Até a era moderna, a Igreja da Noruega não era apenas uma organização religiosa, mas também um dos mais importantes instrumentos do poder régio e autoridade oficial, e uma parte importante da administração do Estado, especialmente a nível local e regional.
A igreja professa ser "verdadeiramente católica, verdadeiramente reformada, verdadeiramente evangélica" na tradição evangélica luterana da fé cristã ocidental, com sua base no Antigo e Novo Testamento da Bíblia e ocasionalmente incluindo os Apócrifos', juntamente com os três credos históricos de fé: credos dos Apóstolos, Niceno e Atanasiano, Catecismo Menor de Lutero, Catecismo Maior de Lutero, Artigos de Smalcald e Confissão de Augsburgo de 1530, (apresentado ao imperador Carlos V do Sacro Império Romano na Dieta (sínodo/parlamento) em Augsburg naquele ano.) Todas estas declarações de fé juntamente com vários outros documentos seminais no Livro de Concórdia: Confissões da Igreja Evangélica Luterana apresentada em 1580. Todos os clérigos evangélicos luteranos (bispos, padres/pastores, diáconos e outros ministros), juntamente com o ensino nas aulas do Rito de Confirmação para jovens e aqueles que consideram membro adulto pleno, devem ler e entender com clero jurando fidelidade em sua ordenação. A igreja é membro da Comunhão de Porvoo com outras 12 igrejas, entre elas, a Igreja Anglicana e igrejas nacionais da Europa. Também assinou alguns outros textos ecumênicos, incluindo a Declaração Conjunta sobre a Doutrina da Justificação com a Igreja Católica Romana e a Declaração Conjunta do Papa Francisco e do Bispo Munib Younan na cidade de Lund, Suécia, em 2016.
A partir de 2017, a igreja é legalmente independente do governo. De acordo com a constituição, serve como a "igreja do povo" no Reino da Noruega. Até 1969, o nome da igreja para fins administrativos era simplesmente "Igreja do Estado" ou às vezes apenas "a Igreja", enquanto a constituição a descrevia como "Igreja Evangélica-Luterana". Uma emenda constitucional de 21 de maio de 2012 designa a igreja como "Igreja do povo da Noruega" (Norges Folkekirke); o Ministro dos Assuntos da Igreja Trond Giske enfatizou que a reforma significava que "a igreja estatal é mantida". Em 27 de maio de 2016 o Stortinget (Parlamento da Noruega) aprovou um novo ato legislativo para estabelecer a Igreja da Noruega como uma entidade legal independente em vez de um ramo do serviço civil, e a lei entrou em vigor em 1º de janeiro de 2017. A igreja continua sendo financiada pelo estado.

## História

### Origem

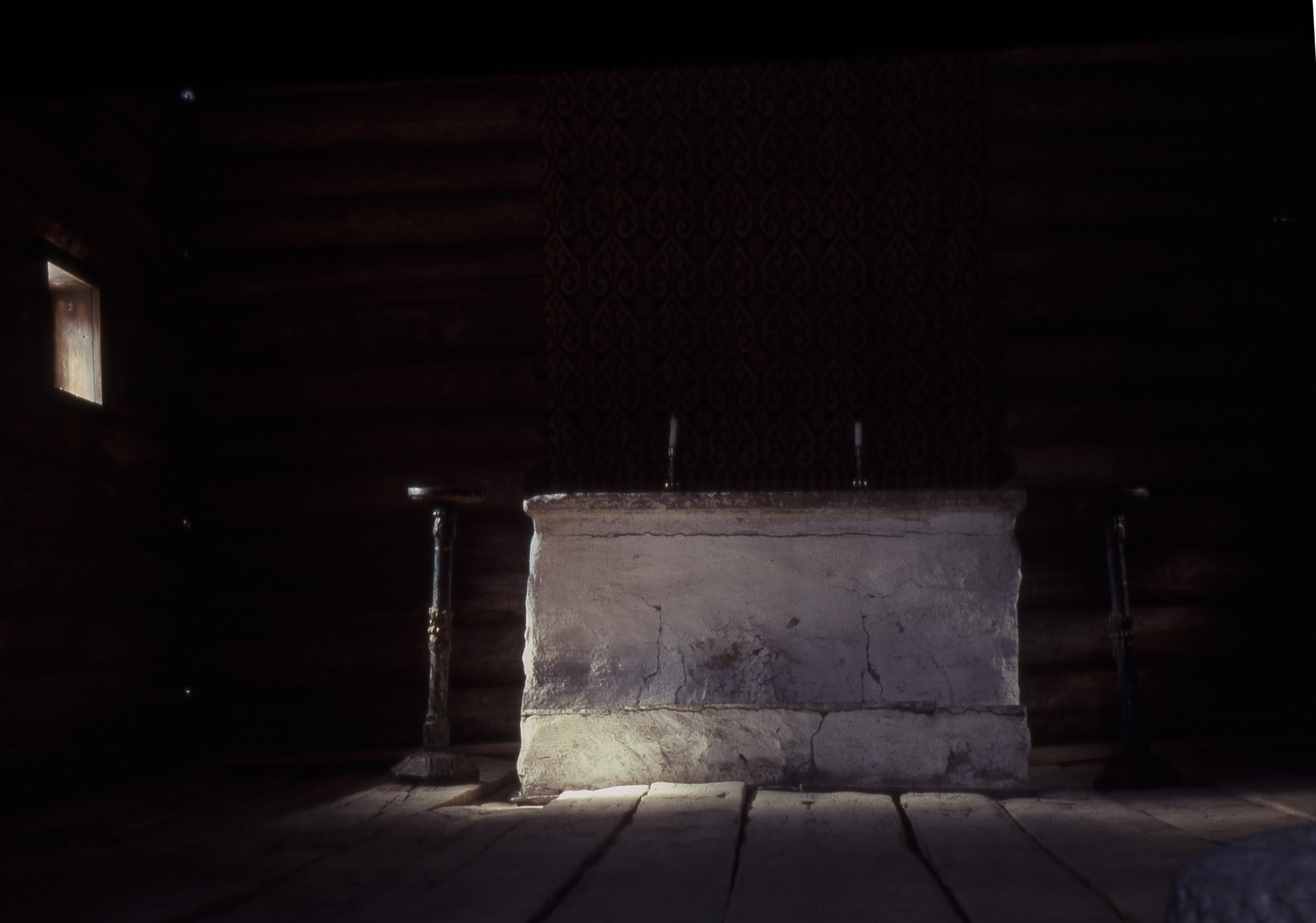
Antigo altar privado em Hedmark, Noruega

A Igreja da Noruega tem suas origens na introdução do cristianismo na Noruega no século IX. A Noruega foi cristianizada como resultado de missões das Ilhas Britânicas (por Haakon I da Noruega e Olaf I da Noruega), e do Continente (por Ansgar). Demorou várias centenas de anos para completar a cristianização, culminando em 29 de julho de 1030 com a Batalha de Stiklestad, quando o rei Olaf II da Noruega foi morto. Um ano depois, em 3 de agosto de 1031, ele foi canonizado em Nidaros pelo bispo Grimkell, e alguns anos depois consagrado na Catedral de Nidaros. A catedral com seu santuário de Santo Olavo tornou-se o principal local de peregrinação nórdica até a reforma luterana em 1537. O paradeiro do túmulo de Santo Olavo é desconhecido desde 1568.
Santo Olavo é tradicionalmente considerado o responsável pela conversão final da Noruega ao cristianismo, e ainda é visto como o santo padroeiro da Noruega e "rei eterno" (Rex Perpetuus Norvegiae). As igrejas nórdicas foram inicialmente subordinadas ao Arcebispo de Bremen, até que a Arquidiocese Nórdica de Lund foi estabelecida em 1103. A arquidiocese norueguesa separada de Nidaros (na atual Trondheim ) foi criada em 1152 e, no final do século XII, cobria todas as Noruega, partes da atual Suécia, Islândia, Groenlândia, Ilha de Man, Ilhas Orkney, as Ilhas Shetland, as Ilhas Faroé e as Hébridas.
Igreja Urnes Stave
Outro local de peregrinação medieval na Noruega foi a ilha de Selja na costa noroeste, com suas memórias de Santa Sunniva e suas três igrejas do mosteiro com influência celta, semelhantes a Skellig Michael.

### Reforma

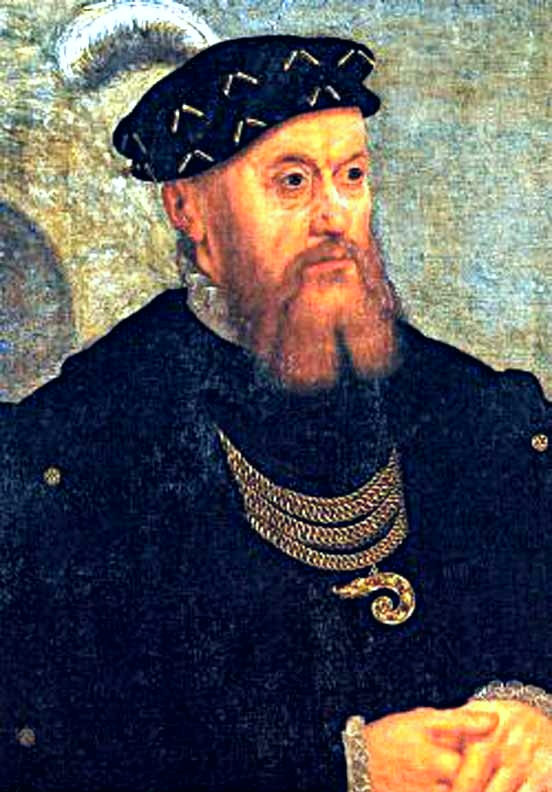
Cristiano III da Dinamarca, trabalhou na conversão de noruegueses e dinamarqueses à fé evangélica e ajudou a popularizar a versão da bíblia em dinamarquês.

O rei Cristiano III da Dinamarca conheceu Martinho Lutero na Dieta de Worms em 1521 e como resultado dessa reunião ele se converteu à religião evangélica. A Reforma na Noruega teve início em 1537, quando o então rei Cristiano III da Dinamarca e Noruega declarou o luteranismo como a religião oficial da Noruega e Dinamarca, enviando o arcebispo católico romano, Olav Engelbrektsson, para o exílio em Lier na Holanda (agora Bélgica). Os padres católicos que se recusaram a conversão foram exilados, as ordens monásticas foram suprimidas e a coroa assumiu as terras da igreja, enquanto alguns monastérios foram saqueados e abandonados e até mesmo destruídos. Os Bispos (inicialmente chamados de superintendentes) passaram a ser nomeados pelo rei. Isso trouxe uma forte integração entre igreja e estado. Após a introdução da monarquia absoluta em 1660 todos os clérigos passaram a ser funcionários públicos nomeados, mas as questões teológicas foram deixadas para a hierarquia dos bispos e outros clérigos.
Quando a Noruega recuperou a independência nacional da Dinamarca em 1814, a Constituição norueguesa reconheceu a igreja como estatal.
O movimento pietista na Noruega (incorporado em grande parte pelo movimento Haugean promovido por Hans Nielsen Hauge) serviu para reduzir a distância entre leigos e clero na Noruega. Em 1842, as reuniões congregacionais leigas foram aceitas na vida da igreja, embora inicialmente com influência limitada. Nos anos seguintes, várias grandes organizações cristãs foram criadas; eles ainda servem como uma "segunda linha" na estrutura da Igreja. As mais notáveis são a Sociedade Missionária Norueguesa e a Missão Luterana Norueguesa.
Durante a Segunda Guerra Mundial, depois que Vidkun Quisling se tornou Ministro Presidente da Noruega e introduziu uma série de medidas controversas, como a educação controlada pelo Estado, os bispos da Igreja e a grande maioria do clero se dissociaram do governo nas Fundações da Igreja (Kirkens Grunn) declaração da Páscoa de 1942, afirmando que eles funcionariam apenas como pastores de suas congregações, não como funcionários públicos. Os bispos foram internados com clérigos depostos e candidatos teológicos a partir de 1943, mas a vida congregacional continuou mais ou menos como de costume. Por três anos a Igreja da Noruega foi uma igreja livre do Estado.

Desde a Segunda Guerra Mundial, várias mudanças estruturais ocorreram dentro da Igreja da Noruega, principalmente para institucionalizar a participação dos leigos na vida da igreja.

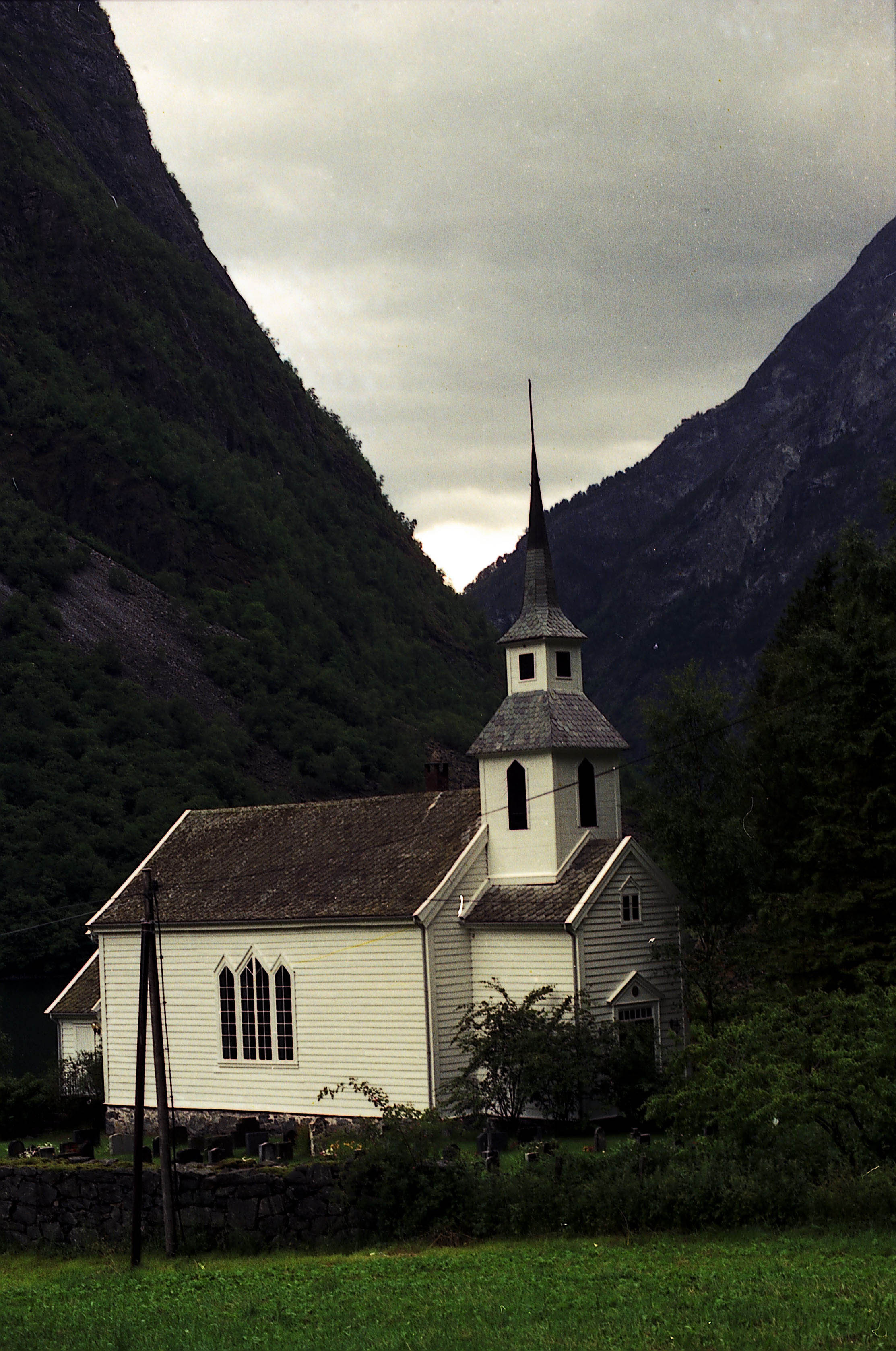
Igreja de Bakka, em Sogn
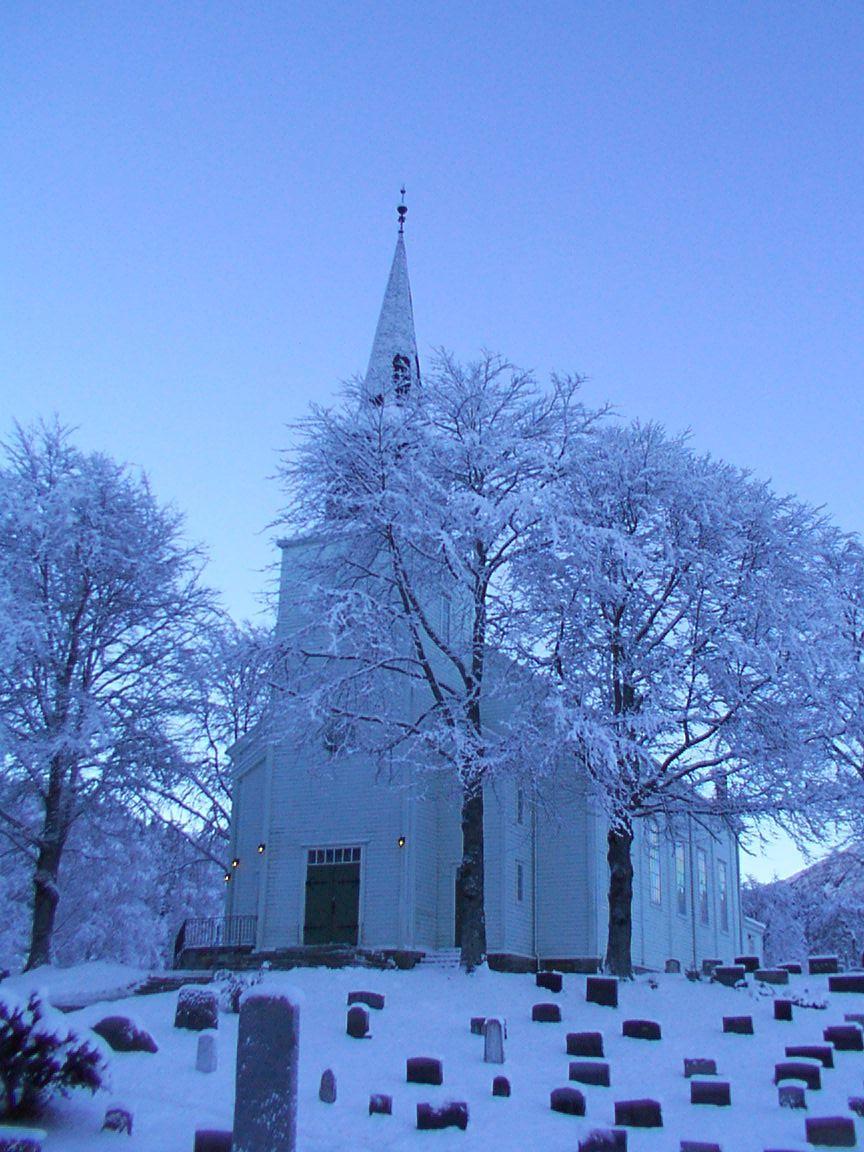
Igreja de Førde, em Førde
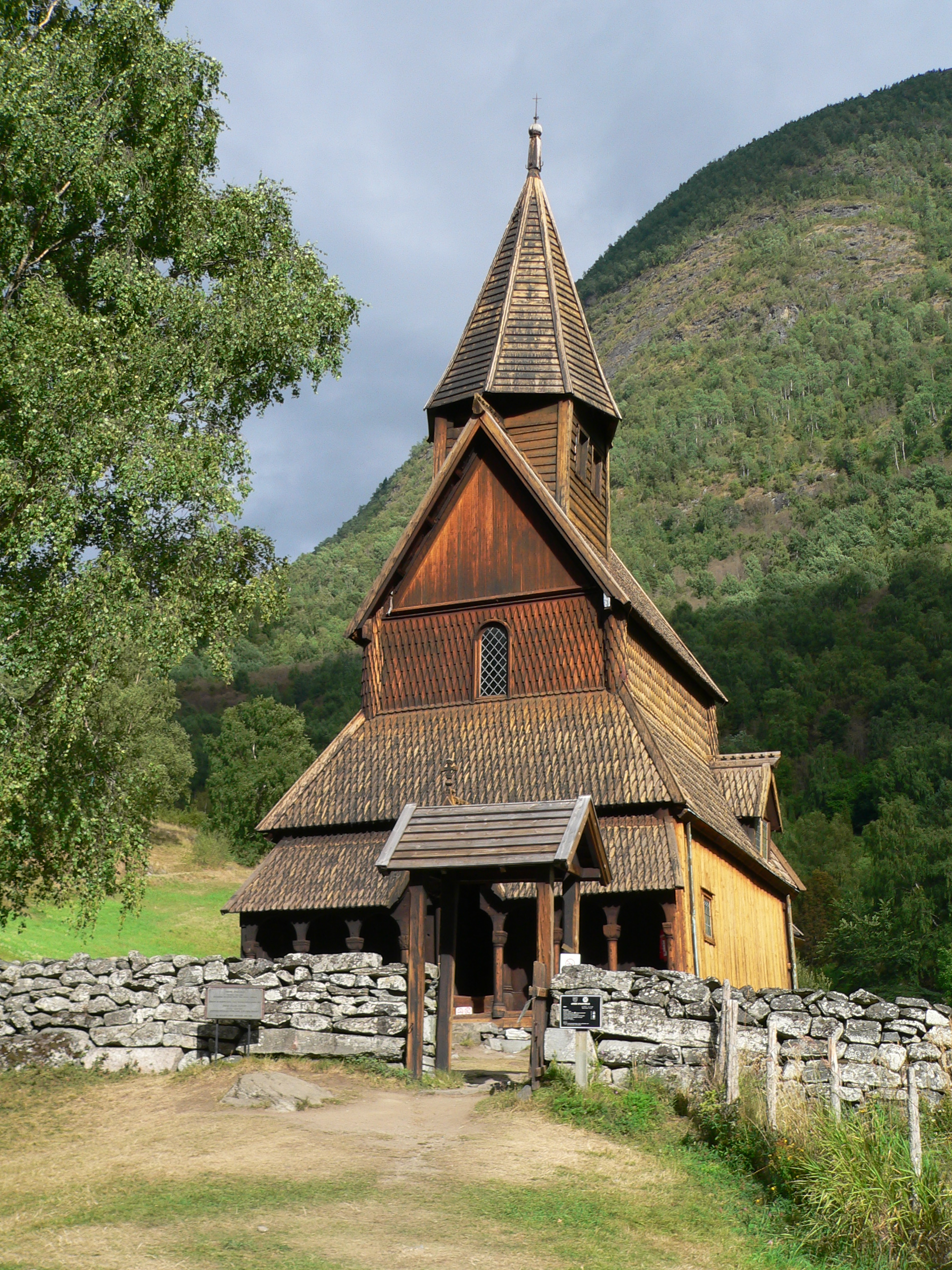
Igreja de madeira de Ornes